# Orkiestra Jednej Góry Matragona
Orkiestra Jednej Góry Matragona – polski zespół folkowo-etniczny powstały w 1992 roku w Sanoku.

## Historia
Pomysłodawcą i liderem zespołu jest Maciej Harna. Nazwa grupy pochodzi od szczytu Matragona w Bieszczadach Zachodnich. Pierwszy koncert zagrali w Sanockim Domu Kultury w 1994 (w tej instytucji grupa działała do 2004). W 1997 roku Sanocki Dom Kultury wydał kasetę grupy „Budzenie góry”, która w 1998 roku uzyskała nominację na ogólnopolskim konkursie fonograficznym „Folkowy Fonogram Roku 1998” na ogólnopolskim festiwalu „Mikołajki Folkowe” w Lublinie. W 1999 roku ukazała się wersja CD „Budzenie góry”, również wydana przez SDK.
W 2002 roku ukazało się nagranie live z koncertu Matragona Live/Tańce zmierzchu wydane z okazji jubileuszu 10-lecia zespołu. Nagrań dokonano w maju 2001 w podziemiach kościoła Kamedułów na Bielanach w Warszawie.
W 2000 członkowie Matragony wcielili się w role muzyków Nerona grających na złotych trąbach podczas produkcji filmu Quo vadis Jerzego Kawalerowicza z 2001.
21 grudnia 2002 w Sanockim Domu Kultury odbył się koncert zespołu z okazji 10-lecia jego istnienia.
Od września 2004 roku zespół działa w ramach Towarzystwa Artystyczno-Edukacyjnego AURA-ART. W 2005 wyszła ich trzecia płyta „Trans Silvaticus”. Została nagrana na przełomie 2004/2005 w naturalnej akustyce świątyni kościoła Franciszkanów w Sanoku na kilkudziesięciu akustycznych instrumentach z całego świata. Album promował teledysk do utworu „Hoquetus”.
W 2012 ukazała się ostatnia płyta Balnicki księżyc wydana przez AURA-ART.
Zespół tworzy muzykę teatralną, dla programów telewizyjnych i radiowych. Latem prowadzi warsztaty muzyczne, m.in. muzyczne warsztaty w Osławicy i Balnicy.

## Muzyka
W 2015 grupa zainicjowała projekt muzyczny „Anarti-Muzyka Zaginionego Świata” inspirowany folklorem celtyckim. W 2018 wydano płytę CD, pt. Anarti – muzyka zaginionego świata zawierającą 11 utworów związanych z tym projektem.

## Instrumentarium
- instrumenty strunowe: harfa gotycka, viola da gamba, lira korbowa (Polska), sarangi i sitar (Indie), kemanche, berimbau (Brazylia), gusle (Bałkany), lutnie oud (Egipt, Syria, Jerozolima), charango, bałałajka (Ukraina), uzbecki kaszgar, psalterium, cytra (Bawaria),
- instrumenty dęte: ukraińska sopiłka (Ukraina), quena i zampoña (Ameryka Pd.), flety proste, skuducze(inne języki)(Litwa)  okaryny, duduk (Armenia), klarnet, fletnia Pana (Rumunia) klarnet zaklinaczy węży tiktiri (Indie), dwojnice (Węgry), koncovka(Słowacja), flet bambusowy suling(inne języki)(Indonezja), trembita (Ukraina – Huculszczyzna)
- bębny: damaru (Indie), tar (Pakistan), darabuka (Turcja), tarambuka (Egipt), daf (Iran), tabla (Indie), bombo (Ameryka Pd.), kongi, nakkary (Maroko), puti-pu (Neapol, Włochy), tamorra (Pd. Włochy).
- idiofony: balafon (Afryka), zanza (Afryka), mbira (Afryka), karimba (Indonezja), marimbula (Afryka), manuba, litofony, anklungi (Indonezja), żaba (pudełko akustyczne), gongi kute, drumle (Włochy, Węgry, Słowacja, Wietnam), csettego (klaskanka, Węgry), czurynga (Australia), tubafon, manjira (Indie), tricca ballacca (Neapol, Włochy), sceta vaiasse (Neapol, Włochy), karkaba (Granada, Andaluzja), tugangay (Filipiny), tingklik (Indonezja), kiromboi (Malezja, Indonezja), hatheli (Indonezja), ching-chok (Indonezja), kokiriko (Indonezja)[10].

## Członkowie zespołu
- Ewa Wojtyńska-Kiczorowska
- Malwina Zych-Oklejewicz
- Ernest „Gulek” Drelich
- Jacek Dusznik
- Maciej Harna
- Jakub Kowalewicz
- Konrad „Iron” Oklejewicz
- Antoni Wisłocki (pierwszy skład)
- Artur Wojnarowski (pierwszy skład)
- Antoni Wisłocki (pierwszy skład)
- Daniel „Mona” Michałkiewicz (pierwszy skład)
- Tomasz „Siniak” Gawlewicz (pierwszy skład)
- Paweł Zarzyka (pierwszy skład)
- Katarzyna Sobkowicz-Malec (wcześniejszy skład)
- Marcin Stachowicz (wcześniejszy skład)
- Katarzyna Smiszkiewicz (wcześniejszy skład)
- Wojciech Lubertowicz (wcześniejszy skład)
- Wojciech Krawiec (wcześniejszy skład)
- Krystian Sidor (wcześniejszy skład)
- Dominika Witowicz (wcześniejszy skład)
- Wojciech Sokołowski (wcześniejszy skład)
- Dominika Hołowaty (wcześniejszy skład)
- Aleksandra Bodziak (wcześniejszy skład)

## Dyskografia
Albumy
- Budzenie góry (SDK 1998)
- Trans Silvaticus (Aura Art 2005)
- Anarti – muzyka zaginionego świata (deBies 2018)

Minialbumy
- Tańce zmierzchu (EP, Matragona 2002)
- Legenda (EP, Aura Art 2007)
- Balnicki księżyc (EP, Aura Art 2012)

## Nagrody i wyróżnienia
- I nagroda w konkursie na Festiwal Muzyki Inspirowanej Folklorem, Radom 1994.
- I nagroda w konkursie "Scena Otwarta" Mikołajków Folkowych, Lublin 1994.
- III nagroda w ogólnopolskim konkursie Folkowy Fonogram Roku, Lublin 1998[11].
- I nagroda w II Konkursie Muzyki Folkowej Polskiego Radia „Nowa Tradycja” – ex aequo z Dikandą (24 kwietnia 1999)[12][13].
- Nagroda Miasta Sanoka w dziedzinie kultury i sztuki za rok 2001[14][15][16][17][18].
- Wyróżnienie w I Krajowym Konkursie Promocji Artystycznej „Artes” (2000)[4][19].